# Janet Andrewartha
Janet Andrewartha (Camarillo, California; 16 de septiembre de 1952-Melbourne, 26 de julio de 2024) fue una actriz estadounidense, conocida por haber interpretado a Reb Kean en la serie australiana Prisoner y por dar vida a Lyn Scully en Neighbours. 

## Biografía
En 1979 se graduó del National Theatre Drama School.
En 2008, cumplió treinta años de actuación.

## Carrera
Janet ha aparecido en numerosas obras teatrales y series de televisión. Como miembro de Melbourne Theatre Company Janet ha aparecido en obras como The Threepenny Opera, Never In My Life, Othello, Tristram Shandy - Gent, Dinkum Assorted, Beraking The Silence, Reservoir By Night, Visions, The Curse of the Werewolf dirigida por John Sumner, Pax Americana dirigida por Bruce Myles, entre otras...
En 1983 y 1985, interpretó a Reb Kean en la serie Prisoner.
Entre 1990 y 1997, apareció en series como Embassy, A Country Practice, State Coroner como Eileen Hardy, y en Blue Heelers, donde interpretó a la detective Bridget Ryan. En 1998 interpretó a la esposa de Ahab en la película Moby Dick. En 1999 apareció por primera vez en la exitosa serie australiana Neighbours, donde interpretó a Lyn Scully hasta 2006. Después de dejar la serie para trabajar en otras cosas y pasar más tiempo con su hija, Janet trabajó en varias obras teatrales; posteriormente, en 2008 regresó de nuevo a la serie como invitada interpretando de nuevo a Lyn, debido a la aceptación del público su personaje regresó de nuevo en 2009 como parte del elenco y desde entonces aparece en la serie. En abril de 2011 se anunció que Janet dejaría la serie. El 26 de mayo del mismo año, Janet apareció por última vez como Lyn. El 4 de diciembre de 2015 se anunció que Janet regresaría a la serie en 2016. El 1 de febrero de 2016, regresó brevemente a la serie interpretando nuevamente a Lynn.

## Filmografía

### Series de televisión
| Año                              | Título                   | Personaje         | Notas                             |
| -------------------------------- | ------------------------ | ----------------- | --------------------------------- |
| 2017                             | Seven Types Of Ambiguity | Kathleen          | 4 episodios                       |
| 1999-2006, 2008, 2009-2011, 2016 | Neighbours               | Lyn Scully        | 659 episodios                     |
| 1997                             | State Coroner            | Eileen Hardy      | episodio "'Till Death Do Us Part" |
| 1994, 1995                       | Blue Heelers             | Det. Bridget Ryan | 2 episodios                       |
| 1993                             | A Country Practice       | Lisa Davis        | 2 episodios                       |
| 1990                             | Embassy                  | Marion Stewart    | -                                 |
| 1989                             | This Man... This Woman   | Pat               | miniserie                         |
| 1983 - 1985                      | Prisoner: Cell Block H   | Reb Kean          | 94 episodios                      |
| -                                | Carson's Law             | -                 | episodio "A Family Concern"       |
| 1979                             | Patrol Boat              | -                 | -                                 |

### Películas
| Año  | Título      | Personaje      | Notas                   |
| ---- | ----------- | -------------- | ----------------------- |
| 1998 | Moby Dick   | Esposa de Ahab | junto a Patrick Stewart |
| 1997 | Amy         | Recepcionista  | -                       |
| 1987 | Ground Zero | Vecina Nueva   | -                       |

### Teatro[12]
| Año        | Obra                                | Personaje         | Director (a)      | Teatro                | Notas                                                   |
| ---------- | ----------------------------------- | ----------------- | ----------------- | --------------------- | ------------------------------------------------------- |
| 2013       | Other Desert Cities                 | Polly             | Kate Cherry       | Black Swan Theatre    | junto a Robert Coleby, Rebecca Davis y Conrad Coleby    |
| 2007       | All My Sons                         | Kate Keller       | Simon Phillips    | Playhouse Theatre     | junto a John Stanton, Matt Dyktynski y Teague Rook      |
| 2004       | Honour                              | Honor             | Kate Cherry       | Fairfax Theatre       | junto a William Zappa, Kellie Jones y Amanda Douge      |
| 1998       | Rising Fish Prayer                  | Liz               | Aubrey Mellor     | CUB Malthouse Theatre | junto a Robert Grubb, Sophie Heathcote y Albert Toro    |
| 1998       | Hotel Sorrento                      | Hilary Moynihan   | David Latham      | Merlyn Theatre        | junto a John Flaus, Samuel Johnson y Ken Radley         |
| 1997       | Navigating                          | Isola             | Richard Wherrett  | -                     | junto a Jacki Weaver, Michael Forde y Roger Oakley      |
| 1996       | Burning Time                        | -                 | Aubrey Mellor     | Merlyn Theatre        | junto a Vince Colosimo, Mandy McElhinney y Fiona Todd   |
| 1995       | Good Works                          | Mary Margaret     | Kim Durban        | CUB Malthouse Theatre | junto a Mike Bishop, Helen Morse y Greg Stone           |
| 1994       | Underwear, Perfume and Crash Helmet | Caroline          | Bruce Myles       | CUB Malthouse Theatre | junto a John Gregg, Tammy McCarthy y Simon Wilton       |
| 1993       | The Garden of Granddaughters        | -                 | George Ogilvie    | Alexander Theatre     | junto a Lauren Brooks, Ron Haddrick y Teresa McMenomy   |
| 1993       | A Happy and Holy Occasion           | Brenda Mulcahy    | Terence Clarke    | CUB Malthouse Theatre | junto a Robert Essex, James McKenna y Richard Piper     |
| 1992       | Sex Diary of an Infidel             | Jean              | Bruce Myles       | Playbox Theatre       | junto a Roger Oakley, Kevin Harrington y Anthony Wong   |
| 1992       | Othello                             | -                 | Roger Hodgman     | Athenaeum Theatre     | junto a Vince Colosimo, Alan Cassell y Helen Thomson    |
| 1991       | Sunday Lunch                        | -                 | Frank Gallacher   | Russell St. Theatre   | junto a Kimberley Davenport, Gary Day y Bruce Spence    |
| 1988       | Dinkum Assorted                     | -                 | John Bell         | Drama Theatre         | junto a Lyn Lovett, Anne Phelan y Anne Tenney           |
| 1988       | Tristram Shandy-Gent                | -                 | Simon Phillips    | Russell St. Theatre   | junto a Richard Piper, Pamela Rabe y Geoffrey Rush      |
| 1987       | The Three Musketeers                | Mde Bonacueu      | Simon Phillips    | Playhouse Theatre     | junto a Dennis Coard, Shane Bourne y Richard Roxburgh   |
| 1986       | Dead To The World                   | Rosa              | John Sumner       | Russell St. Theatre   | junto a Julia Blake, Robin Bowering y Norman Kaye       |
| 1986       | Tom and Viv                         | Viv Haigh-Wood    | Ray Lawler        | Russell St. Theatre   | junto a Neil Fitzpatrick, Trevor Kent y John Lee        |
| 1986       | Breaking the Silence                | -                 | Bruce Myles       | Russell St. Theatre   | junto a Belinda Davey, Peter Hosking y Daniel Szuc      |
| 1985       | Never In My Lifetime                | Tessie            | Bruce Myles       | Russell St. Theatre   | junto a Robynne Bourne, Chris Connelly y Rona McLeod    |
| 1985       | Reservoir by Night                  | -                 | Bruce Myles       | Russell St. Theatre   | junto a Faye Bendrups, Graeme Blundell y Alfred Strauks |
| 1985       | Visions                             | -                 | Roger Hodgman     | Russell St. Theatre   | junto a Don Bridges, Pamela Rabe y Kerry Walker         |
| 1984       | The Curse of the Werewolf           | -                 | John Sumner       | -                     | junto a Andrew Barker, John Murphy y Pamela Rabe        |
| 1984       | Pax Americana                       | -                 | Bruce Myles       | -                     | junto a Don Bridges, Chris Connelly y Kate Turner       |
| 1984       | The Threepenny Opera                | -                 | Graeme Blundell   | -                     | junto a Peter Cummins, Tommy Dysart y John Murphy       |
| 1982, 1983 | Framework                           | Iris              | Sandra Shotlander | Universal Theatre     | junto a Lenore Milner                                   |
| -          | Jerusalem                           | Jocelyn y Maureen | -                 | -                     | -                                                       |
| -          | Love Letters                        | Melissa           | -                 | -                     | -                                                       |
| -          | Lysistrata                          | Myhrrine          | Gary Down         | -                     | -                                                       |
| -          | Ticka Tocka Linga                   | -                 | -                 | -                     | -                                                       |
| -          | Once a Catholic                     | -                 | Peter Jordan      | -                     | -                                                       |

## Premios y nominaciones
| Año  | Categoría                      | Premio           | Serie   | Resultado |
| ---- | ------------------------------ | ---------------- | ------- | --------- |
| 1992 | Best Actress in a Support Role | Green Room Award | -       | Ganadora  |
| 1992 | -                              | AFI Award        | Embassy | Nominada  |
| 1986 | Best Actress in a Leading Role | Green Room Award | -       | Ganadora  |